# مركز باريس نورد فيلبينت للمعارض
مركز معارض باريس نورد فيلبينت ، ويُسمى أيضًا مركز معارض فيلبينت (بالفرنسية: Parc des expositions de Paris-Nord Villepinte) ، تم افتتاحه في ديسمبر 1982 ، وهو عبارة عن مجموعة من المباني المخصصة لاستضافة المعارض التجارية، ويقع بشكل رئيسي على أراضي بلدية فيلبينت، بالقرب من مطار باريس شارل ديغول. بمساحة إجمالية 135 هكتار.
يتضمن المركز 9 قاعات بمساحة عرض تبلغ 242 200 م2، احتل مركز معارض فيلبينت المرتبة الاولى (متقدما على بورت دو فرساي في باريس) بحسب غرفة التجارة والصناعة بباريس ، والمرتبة السادسة أوروبيا. تتم إدارة مركز المعارض من قبل شركة Viparis. وقد استقبل أكثر من 2 مليون زائر في عام 2013، لحضور 407 معرضًا تجاريًا (بما في ذلك 32 معرضًا تجاريًا دوليًا) و 1 013 مؤتمرًا.
في دورة الألعاب الأولمبية الصيفية لعام 2024، ستستضيف فيلبينت التصفيات التمهيدية والدور ربع النهائي لمنافسات الملاكمة، وفعالية المبارزة الخاصة بمنافسات الخماسي الحديث، وكذلك مسابقات الكرة الطائرة في الألعاب البارالمبية الصيفية لعام 2024. سيعرف المركز باسم صالة شمال باريس وسيتم تهيئته ليتسع لـ 6000 شخص.